# Karl Steenberg
Karl Josef Elias Steenberg, född 21 april 1884 i Ljusdal, död 22 november 1955, var en svensk skolman och kommunalman.
Karl Steenberg var son till folkskolläraren och organisten Carl Alfred Steenberg. Han ägnade sig tidigt åt musikstudier och avlade 1900 organistexamen vid Musikkonservatoriet i Stockholm. Efter att 1905 även ha tagit folkskollärarexamen blev han samma år lärare vid Stockholms folkskolor, till vilka han sedan dess varit knuten. 1920–1938 var han överlärare vid Högalids folkskola. Han blev 1939 folkskoleinspektör och var 1949–1951 tillförordnad förste folkskoleinspektör i Stockholm. 1906–1921 var han statistiskt biträde (tidvis tillförordnad sekreterare) hos Stockholms folkskoledirektion. Steenberg var ledamot av Stockholms stadsfullmäktige 1935–1950 (andre vice ordförande 1941–1946) och var ordförande i andra kretsen av Folkpartiets Stockholmsavdelning 1936–1943. 1935–1939 var han ordförande i Stockholms folkskollärarförening. Han var 1930–1943 huvudsekreterare i Föreningen Norden och 1943–1951 jourhavande styrelseledamot där. Från 1943 var han som statens representant ledamot av styrelsen för STIM. Han organiserade och ledde ett stort antal pedagogiska kurser och deltog i ordnandet av de stora nordiska skolmötena och de allmänna svenska lärarmötena. Som folkskolinspektör hade han bland annat uppdrag att organisera fritidssysselsättningen för barn och ungdom i Stockholm, att leda försöksverksamheten i nioårig enhetsskola och i lekskola samt att planera rationell yrkesvägledning för den avgående folkskoleungdomen. Steenberg gav bland annat ut Hemortskunskap under tredje skolåret (1913, tillsammans med Frans von Schéele).